# 細野恭平
細野 恭平(ほその きょうへい、1973年4月21日)は、日本の経営コンサルタント、実業家。国際協力銀行を経て、ドリームインキュベータの代表取締役COO。
ベトナム駐在時代は、投資先のベトナムの上場会社の社長を務め、瀕死の企業の再生という修羅場をくぐった経験を持つアジア通。

## 略歴[編集]
- 1973年 - 岐阜県生まれ。
- 1992年4月～1996年3月、東京大学スラブ語スラブ文学科
- 1998年8月～1999年8月、サンクトペテルブルク大学留学
- 1999年8月～2000年6月、米国ミシガン大学公共政策大学院（Master of Public Policy）
- 1996年4月～2005年6月、海外経済協力基金（のちに国際協力銀行）
  - 旧ソ連の中央アジア（ウズベキスタン、カザフスタン、キルギス等）を担当。キルギスのアカエフ大統領（当時）をはじめとする中央アジアの閣僚クラスとの親交を深める。
  - 債務リスケジュール（パリクラブ）交渉を担当していた時代は、インドネシアやミャンマー等のアジア諸国との債務リスケジュール交渉を担当。

2005年10月から現在、ドリームインキュベータ（DI）
- 2005～2010年、日本国内で大企業向けのコンサルティング、ベンチャー投資。
- 2010～2017年、DIベトナム社長
- 2018～、日本に帰任。投資チーム担当の執行役員
- 2019年6月、取締役就任
- 2020年6月、代表取締役COO就任

第47回日米学生会議の実行委員長。日米学生会議時代には、宮澤喜一元首相、岡本行夫氏、日米の学生約50名と共に、硫黄島を訪問する。
ベトナムの医療機器卸の上場会社の社長（2015年）
ドリームインキュベータが運営するDIアジア産業ファンドの投資先であるJapan Vietnam Medical Instruments社のベトナム人社長が急遽公安に逮捕されたため、当時、DIベトナムの社長だった細野が急遽ピンチヒッターとして同社の社長に就任。ベトナムの上場会社の社長をつとめた唯一の日本人となる。その後、社長は退くが、DIベトナムのベトナム人社員を同社の再生のために送り込み、瀕死の状態だった同社の経営を再建する。
主な連載
細野 恭平のプロフィール | JBpress（Japan Business Press） (ismedia.jp)